# Nina Hoss
Nina Hoss (Stuttgart, 7 juli 1975) is een Duitse actrice. Ze is vooral bekend van haar rollen in de series Homeland en A Most Wanted Man.

## Biografie
Hoss werd geboren in Stuttgart. Haar vader was een bekend politicus en haar moeder actrice. In 1997 studeerde Hoss af aan de Ernst Busch Academy of Dramatic Arts in Berlijn.
De eerste rol die Hoss speelde was in de serie A Girl Called Rosemary in 1996. Bij het grote publiek werd ze vooral bekend van haar rol als Astrid in de Amerikaanse serie Homeland. Verder speelde Hoss in verschillende films en series, waaronder A Most Wanted Man in 2014. Ook is zij te horen in het nummer Europa geht durch mich, een samenwerking met de Welshe band Manic Street Preachers.
In 2020 ontving ze de Preis der deutschen Filmkritik in de categorie "beste actrice" voor haar rollen in Das Vorspiel en Pelikanblut.

## Filmografie

### Bioscoop
- 1996 - Und keiner weint mir nach - als Marilli Kosemund
- 1998 - Fire Rider - als Marie Rätzer
- 1998 - Love Your Neighbour! - als Liz
- 1999 - The Volcano - als Marion von Kammer
- 2002 - Naked - als Charlotte
- 2002 - Epstein's Night - als Paula
- 2002 - Emilia Galotti (tv-film) - als Countess Orsina
- 2003 - Leonce und Lena (tv-film) - als Prinzessin Lena
- 2005 - The White Masai - als Carola Mamutelil geb. Lehmann
- 2006 - Elementarteilchen - als Jane
- 2006 - Hannah - als Hannah Morgan
- 2007 - Yella - als Yella Fichte
- 2007 - The Heart Is a Dark Forest - als Marie
- 2008 - The Anarchist's Wife - als Lenin
- 2008 - Jerichow - als Laura
- 2008 - A Woman in Berlin - als Anonyma
- 2010 - We Are the Night - als Louise
- 2011 - Fenster zum Sommer - als Juliane Kreisler
- 2012 - Barbara - als Barbara
- 2013 - Gold - als Emily Meyer
- 2014 - A Most Wanted Man - als Irna Frey
- 2014 - Phoenix - als Nelly Lenz
- 2016 - Geschichte einer Liebe - Freya
- 2017 - Return to Montauk - als Rebecca
- 2019 - Pelikanblut
- 2019 - Das Vorspiel
- 2020 - Schwesterlein
- 2022 - The Contractor
- 2022 - Tár
- 2024 - Langue étrangère

### Televisie
- 1996 - A Girl Called Rosemary (tv-film) - als Rosemarie Nitribitt
- 2000 - Die Geiseln von Costa Rica (tv-film) - als Kiki
- 2001 - Toter Mann (tv-film) - als Leyla
- 2003 - Wolfsburg - als Laura Reiser
- 2004 - Bloch - Schwestern (tv-serie)
- 2014-17 - Homeland (tv-serie) - als Astrid (13 afleveringen)
- 2019 - Criminal: Deutschland - Claudia (tv-serie)
- 2020 - Shadowplay - als Elsie Garten
- 2022 - Tom Clancy's Jack Ryan (tv-serie)

### Filmportretten
- 2003 - Abgeschminkt: Nina Hoss beobachtet von Johanna Schickentanz (15 minuten)
- 2009 - Mein Leben: Nina Hoss (43 minuten)

## Theater
- 1989: Ich lieb' dich, ich lieb' dich nicht, Theater im Westen, Stuttgart
- 1991: Häuptling Abendwind, Theater im Westen, Stuttgart
- 1997: Happy End, Hochschule für Schauspielkunst 'Ernst Busch' Berlin
- 1997: Black Rider, Landesbühne Esslingen
- 1997: Drei große Frauen, Landesbühne Esslingen
- 1998: Torquato Tasso, Deutsches Theater Berlin
- 1999: Der Mann, der noch keiner Frau Blöße entdeckte, Deutsches Theater Berlin
- 1999: Minna von Barnhelm, Deutsches Theater Berlin
- 1999: Der blaue Vogel, Deutsches Theater Berlin
- 2000: Don Karlos, Deutsches Theater Berlin
- 2000: Verratenes Volk, Deutsches Theater Berlin
- 2001: Emilia Galotti, Deutsches Theater Berlin
- 2001: Zigarren, Berliner Ensemble
- 2002: Unerwartete Rückkehr, Berliner Ensemble / Schauspielhaus Bochum
- 2003: Einsame Menschen, Deutsches Theater Berlin
- 2003: Leonce und Lena, Berliner Ensemble
- 2005: Faust II, Deutsches Theater Berlin
- 2005: Jedermann, Salzburger Festspiele
- 2005: Minna von Barnhelm, Deutsches Theater Berlin
- 2006: Medea, Deutsches Theater Berlin
- 2007: Die Fledermaus, Deutsches Theater Berlin
- 2008: Groß und klein, Deutsches Theater Berlin
- 2008: Die Präsidentinnen, Deutsches Theater Berlin
- 2009: Der einsame Weg, Deutsches Theater Berlin
- 2009: Öl (Lukas Bärfuss), Deutsches Theater Berlin
- 2010: Was ihr wollt, Schauspielhaus Zürich
- 2010: Kinder der Sonne, Deutsches Theater Berlin
- 2011: Tape, Deutsches Theater Berlin
- 2012: Der Kirschgarten, Deutsches Theater Berlin
- 2013: Hedda Gabler, Deutsches Theater Berlin
- 2014: Die kleinen Füchse – The little foxes, Schaubühne am Lehniner Platz, Berlin
- 2015: Bella Figura (Yasmina Reza), Schaubühne am Lehniner Platz
- 2017: Rückkehr nach Reims, Schaubühne am Lehniner Platz

## Luisterboeken
gelezen door Nina Hoss
- Tad Williams: Otherland. der Hörverlag, München 2004, ISBN 978-3-86717-131-1.
- Friedrich Schlegel: Lucinde. herzrasen, Berlin 2005, ISBN 978-3-86604-191-2.
- Irène Némirovsky: Der Ball. Random House Audio, Brigitte Hörbuch-Edition 2006, ISBN 3-86604-191-8.
- Marguerite Duras: Der Liebhaber. der Hörverlag, München 2006, ISBN 978-3-89940-755-6.
- Hans Christian Andersen: Die kleine Seejungfrau. Esslinger Verlag J. F. Schreiber 2008, ISBN 978-3-480-22370-1.
- Dara Horn: Die kommende Welt. Der Audio Verlag, Berlin 2009, ISBN 978-3-89813-842-0.
- Henry D. Thoreau: Über die Pflicht zum Ungehorsam gegen den Staat. Civil Disobedience. – Hörbuch Hamburg 2012, ISBN 978-3-89903-390-8
- Tania Blixen: Jenseits von Afrika. der Hörverlag, München 2015, ISBN 978-3-844-51367-7
- Harper Lee: Gehe hin, stelle einen Wächter. der Hörverlag, München 2015, ISBN 978-3-844-51980-8
- Sylvia Plath: Die Glasglocke. Der Audio Verlag, Berlin 2020, ISBN 978-3-742-41674-2

- Bibsys: 7004336
- Biblioteca Nacional de España: XX5060750
- Bibliothèque nationale de France: cb16192887m (data)
- Catàleg d'autoritats de noms i títols de Catalunya: 981058612847406706
- Gemeinsame Normdatei: 12448039X
- International Standard Name Identifier: 0000 0001 1681 5202
- Library of Congress Control Number: nr97032706
- MusicBrainz: 8d8fae34-af33-4f6c-863a-66e58d0ff404
- Nationale Bibliotheek van Tsjechië: xx0059239
- Nationale Bibliotheek van Israël: 987007330145205171
- Nationale Bibliotheek van Polen: a1000000972766
- Nederlandse Thesaurus van Auteursnamen: 242677487
- Réseau des bibliothèques de Suisse occidentale: 02-A011343441
- Système universitaire de documentation: 138481059
- Virtual International Authority File: 85682579
- WorldCat: E39PBJqBvgDj8hCjdcjmFHHDMP